# Microdon angustus
Microdon angustus är en tvåvingeart som först beskrevs av Macquart 1846.  Microdon angustus ingår i släktet myrblomflugor, och familjen blomflugor. Inga underarter finns listade i Catalogue of Life.